# جو بينبريج
جو بينبريج (بالإنجليزية: Joe Bainbridge)‏ (11 مارس 1888 في المملكة المتحدة - 1954) هو لاعب كرة قدم بريطاني (وحمل سابقاً جنسية المملكة المتحدة لبريطانيا العظمى وأيرلندا) في مركز الهجوم. لعب مع نادي بلاكبول ونادي ساوثبورت ونادي بليث سبارتانز.